# 도경동 (펜싱 선수)
도경동(1999년 8월 19일~)은 대한민국의 펜싱 선수로 주 종목은 사브르이다. 2024년 하계 올림픽 남자 사브르 단체전 금메달을 획득했다.

## 경력
오성중학교 재학 시절 펜싱를 시작했으며 오성고등학교와 동의대학교를 졸업했다. 오성고 재학 시절인 2019년에 대한민국 U-23 국가대표로 발탁되었고 그해 10월 태국 방콕에서 열린 아시아 U-23 선수권 대회에 참가하여 개인전과 단체전 2관왕에 올랐다.
2021년에는 대한민국 국내 대회인 대통령배 전국선수권대회에서 4강에 들면서 국가대표로 발탁되었다. 그 해 11월 프랑스 오를레앙에서 열린 그랑프리 대회에서 성인 국가대표 데뷔 경기를 가졌고 16위에 올랐다. 2022년 11월에는 알제리 알제에서 열린 월드컵에서 단체전 준우승을 차지했다.
2023년 4월 군 복무를 위해 국군체육부대에 입대했다. 같은 해 7월 중국 청두에서 열린 유니버시아드 대회에 참가했으며 개인전에서 24위에 올랐고 박상원, 성현모, 황현호와 함께 단체전에서 이탈리아의 뒤를 이어 은메달을 획득했다.
2024년 7월 파리에서 열린 2024년 하계 올림픽에 참가했다. 그는 헝가리와의 단체전 결승전만 출전했으며 헝가리의 러브 크리스티안을 상대로 실점을 하지 않고 5점을 획득하며 대한민국의 우승에 기여했다.